# Maria Renata Singer von Mossau
 (février 2023).
Maria Renata Singer de Mossau (née le 27 décembre 1679 à Niederviehbach près de Dingolfing ; † 21 juin 1749 à Höchberg) est une sous-prieure du monastère prémontrées d'Unterzell et la dernière victime des chasses aux sorcières de la principauté épiscopale de Wurtzbourg en Bavière, et probablement la dernière femme de Franconie à être accusée de sorcellerie,.

## Biographie
Maria Renata Singer von Mossau est la fille d'un officier impérial. À la mi-mai 1699, alors qu'elle a 20 ans, sa mère l'emmène au monastère d'Unterzell près de Wurzbourg pour qu'elle entre dans les ordres. Deux ans après, en raison de sa conduite louable, elle se voit confier la surveillance économique du monastère, est promue au rang de sous-prieure et assiste le sacristain.
À partir de 1738, l'ambiance change dans le monastère d'Unterzell, où elle est l'objet de jalousie. Ses chats sont emmenés hors du couvent et elle est désormais tenue pour responsable de tous les incidents graves dans la ville de Zell am Main. Lorsque six cas de possession se produisent en 1744, les rumeurs selon lesquelles elle en serait à l'origine se multiplient. Grâce à la magie et à l'usage de racines, elle aurait provoqué des maladies et des infestations par des » esprits infernaux » chez plusieurs de ses consœurs. En 1749, on la soupçonne d'être frappée par la lune, c'est pourquoi elle est frappée, une nuit, au visage par une religieuse avec un martinet. Il s'ensuit son inculpation pour sorcellerie en janvier 1749.
En février 1749, Maria Renata avoue, lors d'un interrogatoire mené par des religieuses être une sorcière depuis plusieurs années. Cette confession permet à l'abbé responsable d'Oberzell, Oswald Loschert, de mettre en place un tribunal séculier. Après de nouveaux interrogatoires par la cour princière de Würzburg et le conseiller consistorial Friedrich Ebenhöch, elle est reconnue coupable d'apprendre la sorcellerie, de former une alliance avec le diable, d'exécuter des sorts nuisibles, d'assister à des réunions de sorcières, de déshonorer l'hostie sacrée et de créer des souris.
Après cela, elle aurait été interrogée par un tribunal religieux, jusqu'à sa mort. Au cours d'autres interrogatoires qui suivent, elle aurait mentionné les noms de deux autres sorcières. Pendant son procès, elle est emprisonnée dans la forteresse de Marienberg.
Le verdict final, qui la condamne à être brûlée vive sur le bûcher, est prononcé le 17 juin 1749. En raison de son épuisement physique, la condamnée est emmenée sur une chaise sur le lieu d'exécution, où elle est exécutée entre 8 heures et 9 heures du matin. Sa tête est érigée sur un poteau pour dissuader les habitants de Wurtzbourg de s'adonner à la sorcellerie et le reste de son corps est brûlé.

## Importance historique
Le procès pour sorcellerie de Maria Renata Singer von Mossau est l'un des rares procès, avec celui de Sophia Agnes von Langenberg, dans lequel un membre du clergé est publiquement accusé d'être un sorcier et exécuté[Selon qui ?]. Qui plus est, l'accusée fait partie de la basse-noblesse du Saint-Empire et l'annonce de sa condamnation provoque un certain émoi. Cet épisode provoque un débat en Allemagne et en Italie auquel participent des érudits spécialistes de ce sujet tels que Girolamo Tartarotti, Scipione Maffei et Gian Rinaldo Carli (alors président de l’Académie des Ricovrati). Le parti des sceptiques finit par l'emporter et la sorcellerie n'est plus considérée comme un crime.

## Au théâtre
Sur les lieux des évènements au monastère d'Unterzell, la pièce Seigneur, ouvre mes lèvres de l'écrivain de Basse-Franconie, Roman Rausch originaire de Gerolzhofen, a été jouée le 18 juillet 2019.

## Sources
- O. Loschert : Nouvelles vraies et circonstanciées de l'accident qui a affecté le monastère vierge d'Unterzell près de Wirzburg de l'ordre des Prémontrés . Écrit en 1749, dans : Revue historique de Göttingen . 1787-91. 1788, 2e Vol., 594-631. numérisé.
- Georg Gaar : adresse chrétienne à côté du bûcher, sur quoi le cadavre de Mariae Renatae, une sorcière exécutée par l'épée, 21. Junii Anno 1749 Brûlé en dehors de la ville de Würtzburg / Fait à une foule nombreuse. . . Par Georgio Gaar (copie numérique, UB Frankfurt am Main).
- Association historique de Würzburg : Dossiers du procès de la religieuse Maria Renata (1749). MS f. 20 ( Court message de l'exécution […] du 23. juin 1749 ) et MS f. 267 ( Acta infelicis monialis Renatae, anno 1749 ). Archives d'État de Wurtzbourg.

## liens externes
- Notice dans un dictionnaire ou une encyclopédie généraliste :   - Deutsche Biographie
- Notices d'autorité :   - VIAF
  - ISNI
  - LCCN
  - GND
  - WorldCat
- « Die Sage », sur zeller-hexe.de (consulté le 8 mars 2024)
- « Der Hexenbruch - Entstehungsgeschichte des Namens », sur oehring.net (consulté le 8 mars 2024)
- http://frankenland.franconica.uni-wuerzburg.de/login/data/1995_4.pdfNotices d'autorité :   - VIAF
  - ISNI
  - LCCN
  - GND
  - WorldCat